# Dimitrija Demeter

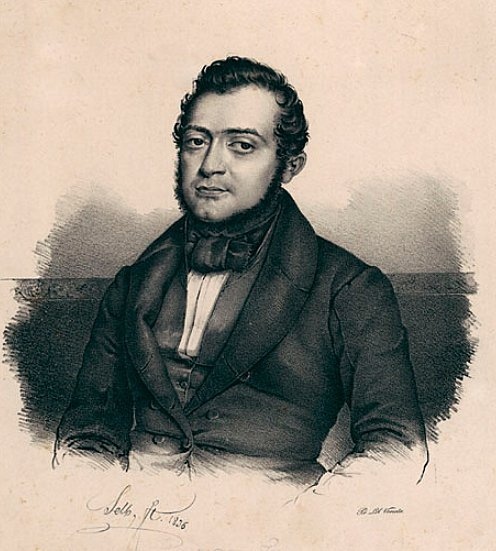
Dimitrija Demeter

Dimitrija Demeter (* 21. Juli 1811 in Zagreb als Δημήτριος Δημητρίου; † 24. Juni 1872 ebenda) war ein Dichter, Schriftsteller und bedeutender Vertreter der Illyrischen Bewegung.
Demeter stammte aus einer griechischen Familie und slawisierte seinen Namen. Er studierte Medizin in Wien und Padua. Er gab diesen Beruf aber auf, trat in den Staatsdienst und wurde Redakteur des Amtsblattes Narodne novine. Später redigierte er die Zeitschrift Danica.
Seinen Hauptruf erlangte Demeter durch seine Dramen Ljubav i duznost (Liebe und Pflicht) und Krvna osveta (Die Blutrache) sowie das Trauerspiel Teuta.
Außerdem veröffentlichte er das lyrisch-epische Gedicht Grobnicko polje, mehrere Novellen und machte sich als Übersetzer, namentlich zahlreicher dramatischer Werke, verdient.
Seine Bühnenstücke erschienen gesammelt in zwei Bänden (1838–1844).
Er starb in Zagreb, wohin er sich 1861 als pensionierter Statthaltereisekretär zurückgezogen hatte. Er wurde auf dem Mirogoj-Friedhof in Zagreb beigesetzt.